# Fox-Schwestern

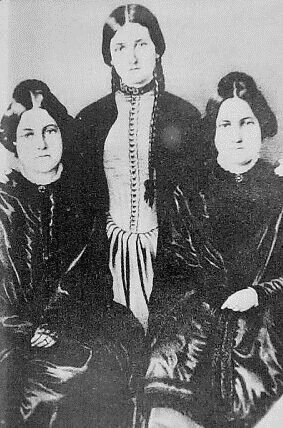
Margaret, Catherine und Leah (v. l. n. r.)

Die Fox-Schwestern, Leah, Margaret (auch „Maggie“) und Catherine (Kate) Fox, zählen zu den zentralen Figuren der frühen amerikanischen Spiritismusbewegung. Als sogenannte Medien behaupteten sie in der Mitte des 19. Jahrhunderts, in spiritistischen Séancen durch Klopfzeichen mit Verstorbenen kommunizieren zu können. Ihre Darbietungen erlangten rasch große öffentliche Aufmerksamkeit und gelten retrospektiv als Initialzündung für die Entstehung des modernen Spiritismus. Trotz der späteren öffentlichen Entlarvung ihrer angeblichen medialen Fähigkeiten als bewusste Täuschung prägten die Fox-Schwestern nachhaltig die religiös-spirituelle Landschaft ihrer Zeit und gaben wesentliche Impulse zur Institutionalisierung spiritistischer Praktiken im transatlantischen Raum.

## Kommerzialisierung spiritistischer Phänomene
Seit 1847 soll im Haus der Familie Fox im US-amerikanischen Hydesville ein wiederkehrendes Klopfen zu hören gewesen sein. Mithilfe eines improvisierten Morsealphabets behaupteten die Schwestern, in Kontakt mit dem Geist eines ermordeten Handelsreisenden zu stehen, der einst in ihrem Haus ums Leben gekommen sei. Die Nachricht über diese angebliche Form der Geisterkommunikation verbreitete sich in rasantem Tempo in den USA und wurde von den Schwestern schon bald wirtschaftlich ausgebeutet. 1849 traten sie mit öffentlichen Séancen in Rochester (New York) auf. In der Folge erlangten sie große Bekanntheit, reisten durch Europa und inspirierten zahlreiche Nachahmer. Margaret Fox unterhielt dabei eine Liaison mit dem bekannten Polarforscher Elisha Kent Kane.

## Nachahmung und Popularisierung

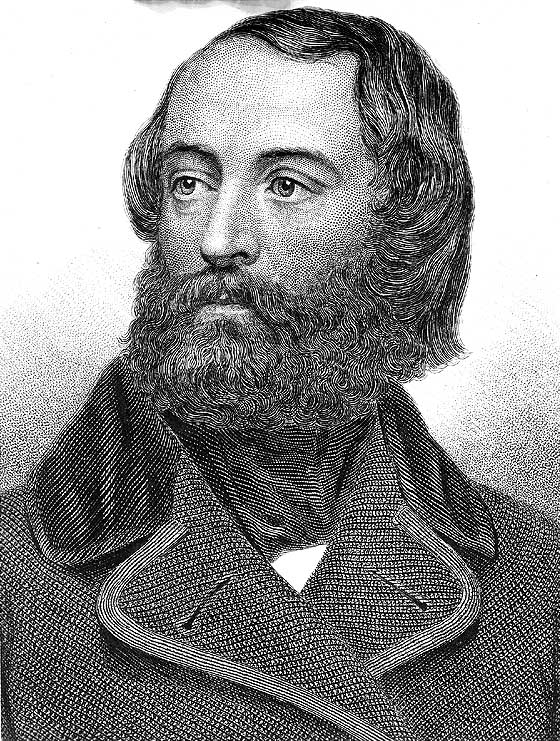
Elisha Kent Kane

Kurze Zeit später traten weitere sogenannte „Medien“ öffentlich in Erscheinung, um von dem wachsenden Interesse an spiritistischen Praktiken zu profitieren. Schätzungen zufolge glaubten bis 1855 rund zwei Millionen US-Amerikaner an die Echtheit der berichteten Phänomene.

## Widerruf und Entlarvung
1888  gestanden Kate und Margaret Fox öffentlich, die angeblichen Geisterklopfzeichen durch das Manipulieren ihrer Zehengelenke selbst erzeugt zu haben. Dieses Eingeständnis fügte der spiritistischen Bewegung einen schweren Vertrauensverlust zu. In der Folgezeit entpuppten sich auch zahlreiche weitere Fälle vermeintlicher Geisterkommunikation als bewusste Täuschung.